# 鹿児島県公安委員会
鹿児島県公安委員会（かごしまけんこうあんいいんかい）は、鹿児島県警察を管理するため鹿児島県知事所轄の下に設置される行政委員会である。3人の委員で組織される。
所在地は鹿児島市鴨池新町10番1号（鹿児島県警察本部）である。

## 委員
- 委員長
  - 石窪奈穂美（消費生活アドバイザー）3期目：令和5年7月20日～令和8年7月19日
- 委員
  - 増田吉彦（医師）2期目：令和4年7月27日～令和7年7月26日
  - 鑪野考清（弁護士）3期目：令和6年7月17日～令和9年7月16日

## 下部組織
- 鹿児島県警察